# فورتونا دی میناس
فورتونا دی میناس (به پرتغالی: Fortuna de Minas) یک منطقهٔ مسکونی در برزیل است که در میناز ژرایس واقع شده‌است. فورتونا دی میناس ۲٬۹۶۷ نفر جمعیت دارد.